# Brookford
Brookford é uma cidade  localizada no estado norte-americano de Carolina do Norte, no Condado de Catawba.

## Demografia
Segundo o censo norte-americano de 2000, a sua população era de 434 habitantes. 
Em 2006, foi estimada uma população de 424, um decréscimo de 10 (-2.3%).

## Geografia
De acordo com o United States Census Bureau tem uma área de 
1,4 km², dos quais 1,4 km² cobertos por terra e 0,0 km² cobertos por água.

## Localidades na vizinhança
O diagrama seguinte representa as localidades num raio de 8 km ao redor de Brookford. 